# (19973) 1988 RZ10
1988 أر زد 10 (ويعرف أيضًا باسم (19973) 1988 أر زد 10 وفق تسمية الكوكب الصغير) (بالإنجليزية: 1988 RZ10)‏ هو كويكب ضمن حزام الكويكبات؛ وترتيبه 19973 من حيث الاكتشاف.
اكتُشف هذا الجُرم الفلكي بواسطة شيلت جون بوبي في 14 سبتمبر 1988.

## وصلات خارجية
- (19973) 1988 RZ10 في قاعدة بيانات مختبر الدفع النفاث لأجرام النظام الشمسي الصغيرة

- الاكتشاف · مخطط المدار ·  العناصر المدارية · المعلمات المادية

- (19973) 1988 RZ10 على موقع ويكي سكاي: DSS2, SDSS, GALEX, IRAS, Hydrogen α, X-Ray, Astrophoto, Sky Map, Articles and images